# Le Code Énigma
Pour les articles homonymes, voir Enigma.
Le Code Énigma est la première partie du roman Cryptonomicon écrit par Neal Stephenson, auteur américain de science-fiction.
Compte tenu de la taille du roman et du nombre de pages, cette première partie a été publiée en France sous forme d'un volume autonome. Il comporte 535 pages dans l'édition Le Livre de poche.

## Place dans le roman et publications
- Le Code Énigma :
  - Payot SF  (ISBN 2-228-89316-1) (2000)
  - Le Livre de poche  (ISBN 2-253-07236-2) (2001, rééd. 2003 et 2004)
- Le Réseau Kinakuta
- Golgotha

## Thématique
À travers Cryptonomicon, Neal Stephenson engage une réflexion sur l'impact de l'informatique et de la cryptographie sur la société humaine.

## Personnages

### Personnages de 1941-1945

#### Personnages principaux
- Bobby Shaftoe, sergent de l’armée américaine
- Lawrence Pritchard Waterhouse, mathématicien et cryptologue américain

#### Personnages secondaires
- Goto Dengo, militaire japonais
- Colonel Chattan
- Lieutenant Monkberg [1]
- Lieutenant Enoch Root, aumônier militaire australien [2]
- Alan Turing, célèbre scientifique anglais, considéré comme le « père » de l'informatique
- Rudolph von Hacklheber, ancien ami et amant de Turing ; il travaille à présent pour l'Axe [3]

### Personnages de 1999-2000

#### Personnages principaux
- Avi Halaby
- Randall (« Randy ») Waterhouse, petit-fils de Lawrence Waterhouse

#### Personnages secondaires
- Amy Shaftoe, petite-fille de Bobby Shaftoe
- Hubert Kepler, dit « Le Dentiste »
- Le sultan de Kinakuta
- Tom Howard
- John Cantrell

## Résumé
Le roman met en scène deux trames temporelles distinctes :
- d'une part, une action se déroulant durant la Seconde Guerre mondiale, avec les héros Lawrence Waterhouse et Bobby Shaftoe ;
- d'autre part, une action se déroulant à la fin du XXe siècle, avec les héros Randy Waterhouse et Avi Halaby.

### Action se déroulant durant la Seconde Guerre mondiale
Lorsque le roman débute, en novembre 1941, Bobby Shaftoe est un Marine américain basé aux Philippines. À la suite de l'attaque nippone de l’archipel début 1942 et de la perte de l’archipel par le général MacArthur, il est renvoyé sur le sol américain, laissant sa petite amie Glory dans l'archipel, peut-être enceinte de lui. Dans la mesure où Shaftoe a combattu avec valeur et s'est vu décerner une médaille, l'état-major des Marines pense lui confier une mission de relations publiques en vue d'inciter des jeunes gens à s'engager dans les Marines. Néanmoins l'aspect « primaire » de Shaftoe et ses traumatismes issus du combat ne font pas un bon élément de relations publiques. Étant une excellent combattant, il est donc envoyé sur le théâtre européen afin de faire partie d'une troupe de choc d'une mystérieuse « unité 2702 ». Sans connaître les buts réels des missions, il va successivement être utilisé par l'Armée américaine en Afrique du Nord, en Italie, en Norvège-Suède, enfin au Royaume-Uni, où il va faire la connaissance de Lawrence Waterhouse.
Pour sa part, Lawrence Waterhouse, issu du Dakota, est un brillant mathématicien qui s'est spécialisé en cryptologie. Il a été repéré par l'armée américaine qui, après avoir utilisé ses compétences sur le front du Pacifique, le met à disposition de Bletchley Park, organisme ultrasecret anglais chargé de casser les codes secrets allemands et de déchiffrer les messages de la Wehrmacht et de la Flotte, qui utilisent notamment la machine Énigma (d'où le titre du volume). 
Les experts de Bletchley Park ont un souci essentiel : il faut absolument éviter que Rudolph von Hacklheber (au demeurant ancien amant de Turing), devenu un des principaux cryptologues de l'Axe, devine que les Alliés ont cassé le code Enigma.
Au sein de l'« unité 2702 », Lawrence vit les affres liés au changement de la technique utilisés par les Allemands : on ne parvient plus à déchiffrer les messages de la machine Enigma, dont le fonctionnement a été rendu plus complexe par l'ennemi. Lawrence est aussi en lien avec les Stations Y. 
En fin de volume, l'échouage du sous-marin allemand U-553 sur les côtes britanniques permet de récupérer dans la cabine du capitaine un petit lingot d'or sur lequel sont gravées de mystérieuses inscriptions en japonais, ainsi que des codes secrets allemands. Chose étrange, ce sous-marin transportait aussi une importante quantité d'or.

### Action se déroulant à la fin duXXesiècle
Randy et Avi sont deux jeunes gens qui ont un projet grandiose : créer un centre de données informatiques et un lieu de transit de ces données en un endroit-clef, à savoir au centre d'un triangle formé de Singapour, des Philippines et de l'Australie. Ils ont choisi cet endroit, ce sera le sultanat de Kinakuta. Lorsque l'action débute, en 1999, ils sont aux Philippines où ils mettent sur pied leur plan et contactent des investisseurs potentiels. Ils ont créé deux sociétés distinctes pour mener à bien leur projet : Epiphyte 1 et Epiphyte 2.
Puis ils se rendent au sultanat de Kinakuta. Là ils rencontrent un de leurs concurrents commerciaux les plus retors, Hubert Kepler dit « Le Dentiste ».
Avec d'autres personnes, ils sont invités à une entrevue chez le Sultan du micro-État. Celui-ci, après les politesses d'usage, leur explique qu’il a pris une grande décision : il souhaite créer un « espace souverain d'internet », où aucune loi ne viendra brider les initiatives des chercheurs et des entrepreneurs. Il n'y aura aucun censeur, aucune entrave, ni aucun contrôle d'aucune sorte du Kinakuta. Après cette déclaration, qui clôt le volume, les deux amis sont stupéfaits.

## Lieu, action et temps de la narration
Les actions durant la Seconde Guerre mondiale débutent en novembre 1941 et se déroulent jusqu'en 1943. Le récit comporte très peu de discordances avec l'histoire telle qu'elle s'est déroulée, si ce n’est que le Japon est appelé Nippon.
S'agissant des actions se déroulant à la fin du XXe siècle, le roman, composé vers 1997-1998 et publié en 1999, est nettement connoté sur le plan historique : aucun des grands moteurs de recherche ne sont mentionnés ni même évoqués, les personnages recherchent de l'information dans des encyclopédies en papier et dans des revues, les échanges d'informations se font par disquettes (la clef USB est inconnue), les clefs de chiffrement évoquées sont de 4 096 bits.
Le sultanat de Kinakuta évoque le Brunei, notamment en raison de sa position géographique et de sa production importante de pétrole.
Les distorsions entre l'histoire réelle et le récit romanesque pourrait laisser penser à une uchronie. En réalité, le récit n'est pas uchronique, faute de présenter un point de divergence net entre histoire réelle et histoire romanesque. Par ailleurs, si le récit est connoté, l'action se déroulant en 1999-2000 ne concerne pas un monde parallèle qui aurait évolué par suite d'un événement impondérable survenu 55 ans auparavant.